# Кара-Кокту
Кара-Кокту (кирг. Кара-Кокту) — село в Ноокатском районе Ошской области Кыргызстана. Входит в состав Мирмахмудовского айылного аймака.

## География
Село расположено в западной части области, на левом берегу реки Аравансай, на расстоянии приблизительно 7 километров (по прямой) к северу от города Ноокат, административного центра района. Абсолютная высота — 1093 метра над уровнем моря.

## Население
Согласно оценочным данным Национального статистического комитета Кыргызской Республики, численность населения села на начало 2023 года составляла 946 человек.
| год     | 2009 | 2014 | 2015 | 2020 | 2021 | 2023 |
| ------- | ---- | ---- | ---- | ---- | ---- | ---- |
| человек | 618  | 679  | 812  | 907  | 916  | 946  |